# صدف غول‌پیکر ماکسیما
صدف غول پیکرماکسیما (نام علمی: Tridacna maxima) نام یک گونه از تیره صدف راه‌راه است.ابن گونه صدف دراقیانوس هند-آرام یافت می شود.این گونه می‌تواند به اندازه ۲۰ سانتی متر هم رشد کند.